# Tajan
Tajan (em persa: تجن, romanizada como Tadzhin e Tājīn) é uma aldeia do distrito rural de Kisom, situada no distrito central de Astaneh-ye Ashrafiyeh, na província de Gilan, no Irã. No censo de 2006, sua população era de 282, em 94 famílias.